# جمعية الأطباء القطريين
جمعيّة الأطباء القطريين، هي جمعيّة طبيّة تأسست في قطر عام 2007، مع رؤية وسعي لتحقيق أهداف التنمية المستدامة في المجتمع القطري، من خلال الارتقاء بمهنة الطب والنهوض بها وجعل قطر ومؤسساتها الطبيّة، تتوافق مع رؤية قطر 2030.
كما وتسعى الجمعيّة الى تحويل الطبيب القطري لأنموذج عالمي، لاعبا دوره التّام سواء على الصعيد المحليّ والإقليميّ والعالميّ من خلال تأمين كافة الحقوق المهنيّة.
جمعيّة الأطباء القطريّة هي جمعيّة مهنيّة وغير ربحيّة وحتى الآن محصورة فقط للأطباء القطريين. وقد تمّ التقدّم بطلبِ الى وزارة التنمية الاجتماعيّة والأسرة، للنظر في اقتراح ضمّ الأطّباء غير القطريين العاملين في قطر.

## رسالة جمعيّة الأطباء القطريّة
تصبو الى تحقيق الريادة الطبيّة وجعل مهنة الطبّ في مكان مرموق، مع العمل على تحقيق مبادئ الفعالية والكفاءة في القطاع الصحي. بحيث تحقق الأهداف والإنتاج وتأدية الأعمال والوظائف اليوميّة بشكل صحيح مع الاعتماد على سياسة العطاء بلا حدود وأخلاقيات العمل الطبّي.

## اهداف جمعيّة الأطباء القطريّة
1-  الرُقيّ بمستوى المهنة واعتلائها مكانا مرموقا يليق بها.
2-  نشر الوعي المهني بين أعضاء الجمعية، والمحافظة على تقاليد المهنة وآدابها.
3-  الارتقاء بالمستوى العلميّ لأعضاء الجمعيّة من خلال الاشتراك بمؤتمرات عالميّة.
4-  تقديم كافّو الخدمات الاجتماعيّة والثقافية لأعضاء الجمعيّة.
5-  توطيد العلاقة بين أعضاء الجمعيّة، وتنمية روح التعاون والتّفاعل فيما بينهم.

## القيم الأساسيّة

### خدمة الوطن
ّان الهدف التنموي الثالث وفقًا لأهداف التنمية المُستدامة بحسَب رؤية قطر ،2030هو تعزيز قوة عاملة وطنية تتمتع بالصحة والقدرة. (وذلك باعتبار صحّة جيدة تضمن مواطنون أصحاء. (
الريادة الطبية: الايمان بأن الريادة الطبيّة هي المسار الحقيقيّ لجودة أداء الطبيب، والمرتكز الأساسيّ لبناء السياسات الصحيّة الجيدة.
الفعاليّة والكفاءة: استثمار الموارد المتاحة لأفضل إنتاجية في القطاع الصحي وتحقيق أفضل الخدمات مع تقليل الوقت، الجهد والتكاليف.

#### الغايات الأساسيّة
تم تحديد الغايات التّالية ليتم تحقيقها في الخطّة الخمسيّة، وهي على النحو التّالي:
1. العمل على رفع مستوى المهنة والنهوض بها، وتوفير إمكانيات التدريب على الأبحاث من الدرجة الأولى، للجيل القادم من العلماء القطريين.
2. تنمية القدرات الطبيّة من خلال المُشاركات في المؤتمرات والندوات الطبيّة.
3. تفعيل نظام العضويّة والمشاركة في الجمعيّة للجميع وفقًا لشروط محددة. (حتى ألآن العضوية هي فقط للأطباء  القطريين).
4. التّوعية بمكانة وأهميّة الطّبيب اعتبارا للإستراتيجيّة الوطنيّة.
5.فرض نظام إعلاميّ فعاّل لحماية ورعاية الطّبيب.